# جيروم هال
جيروم هال (بالإنجليزية: Jerome Hall)‏ هو عالم قانوني أمريكي، ولد في 4 فبراير 1901 في شيكاغو في الولايات المتحدة، وتوفي في 2 مارس 1992 في سان فرانسيسكو في الولايات المتحدة.